# Maarten Belzer
Maarten Belzer (* 22. August 1870 in Gorinchem, Provinz Südholland; † 30. Mai 1948 in Den Haag) war ein niederländischer Generalleutnant des Heeres.

## Leben
Belzer absolvierte nach dem Besuch der Höheren Bürgerschule in Gorinchem eine militärische Ausbildung an der Militärschule in Haarlem und wurde nach deren Abschluss am 13. Oktober 1892 zum Leutnant (Tweede luitenant) befördert. Anschließend fand er Verwendung als Offizier in der Infanterietruppe (Wapen der Infanterie). Nach seiner Beförderung zum Oberleutnant (Eerste luitenant) am 5. Dezember 1896 wurde er bis 1898 zur Königlich Niederländisch-Indischen Armee (Koninklijk Nederlandsch-Indisch Leger) nach Niederländisch-Indien versetzt. Nach seiner Rückkehr fand er wiederum verschiedene Verwendungen bei Infanterieeinheiten und besuchte zwischenzeitlich von 1900 bis 1901 die Königliche Militärakademie (Koninklijke Militaire Academie) in Breda.
Belzer wurde am 1. Januar 1909 zum Hauptmann (Kapitein) befördert und fungierte später zwischen 1913 und 1919 als Adjutant des Kommandanten der Neuen Holländischen Wasserlinie (Nieuwe Hollandse Waterlinie), einer auf Grundlage der Inundierung geschaffenen Verteidigungslinie mit Hauptquartier in Utrecht. In dieser Verwendung erhielt er am 16. März 1918 zum Major (Majoor) und wurde im Anschluss 1919 als Offizier in den Generalstab versetzt, wo er am 16. November 1923 zum Oberstleutnant (Luitenant-kolonel) sowie am 1. Mai 1926 zum Oberst (Kolonel) befördert wurde.
Nach seiner Beförderung zum Generalmajor (Generaal-majoor) am 1. Mai 1928 wurde Belzer Mitglied des Obersten Militärgerichtshofes (Hoog Militair Gerechtshof) und dort am 1. Mai 1930 zum Generalleutnant (Luitenant-generaal) befördert. Den Posten als Mitglied des Obersten Militärgerichtshofes hatte er nach dem Einmarsch der deutschen Wehrmacht am 10. Mai 1940 bis zur Gesamtkapitulation der niederländischen Streitkräfte am 14. Mai 1940 inne. Am 15. Mai 1942 geriet er in deutsche Kriegsgefangenschaft, in der er sich bis zum Ende des Zweiten Weltkrieges befand.